# Río Anjuman
El Anjuman es un río que atraviesa el valle de Anjuman en Afganistán.